# Модель хаоса
В компьютерных вычислениях модель хаоса — это способ разработки программного обеспечения. Её создатель Л.Б.С.Ракун отмечает, что такие модели управления проектами, как спиральная модель и каскадная модель, хотя и хороши в управлении расписаниями и персоналом, не обеспечивают методами устранения ошибок и решениями других технических задач, не помогают ни в управлении конечными сроками, ни в реагировании на запросы клиентов. Модель хаоса — это инструмент пытающийся помочь понять эти ограничения и восполнить пробелы.

## Жизненный цикл программного обеспечения
Модель хаоса отмечает, что фазы жизненного цикла распространяются на все уровни проекта, от всего проекта в целом, до отдельной строки кода.
- Проект в целом должен быть определен, реализован и интегрирован.
- Системы должны быть определены, реализованы и интегрированы.
- Модули должны быть определены, реализованы и интегрированы.
- Функции должны быть определены, реализованы и интегрированы.
- Строки кода должны быть определены, реализованы и интегрированы.

Одно важное изменение в перспективе — это могут ли проекты быть представлены, как цельные модули или должны быть представлены по частям. Подразумевается, что разработка производится частями, модулями. Разрабатывается некоторый малый блок и проверяется корректность его работы. После разработки требуемых блоков/модулей они интегрируются в более сложную и большую систему. Поведение сложной системы исходит из комбинированного поведения составляющих её меньших блоков.

## Стратегия хаоса
Стратегия хаоса — это стратегия разработки программного обеспечения, основанная на модели хаоса. Главное правило — это всегда решать наиболее важную задачу первой.
- Задача — это незавершенная частная задача программирования.
- Наиболее важная задача — это комбинация большого размера, срочности и устойчивости.
  - Задачи большого размера ценны для пользователей настолько, насколько они функциональны.
  - Срочные задачи своевременны настолько, насколько должны быть, иначе задерживается остальная работа.
  - Устойчивые задачи проверены и испытаны. Разработчики могут благополучно сфокусироваться на другом.
- Решить означает привести в состояние стабильности.

Стратегия хаоса похожа на путь, по которому программисты работают в самом конце
проекта, когда у них есть список ошибок для исправления и возможность для творчества.
Обычно, кто-то расставляет приоритет оставшимся частным задачам и программисты
устраняют их по одной. Стратегия хаоса утверждает, что это — единственный корректный
путь выполнения работы.
Стратегия хаоса навеяна стратегией игры Го.

## Связь с теорией Хаоса
Есть несколько состыковок с теорией Хаоса.
- Модель хаоса может помочь объяснить, почему программное обеспечение имеет тенденцию быть настолько непредсказуемым.
- Она объясняет почему такие высокоуровневые концепции, как архитектура ЭВМ не могут рассматриваться независимо от низкоуровневых строк кода.
- Она снабжает уловкой для объяснения, что делать следующим, в условиях стратегии хаоса.